# Vladimír Wagner (művészettörténész)
Vladimír Wagner (Bécs, 1900. január 27. – Pozsony, 1955. március 18.) művészettörténész professzor, műemlékvédő, pedagógus.

## Élete
Értelmiségi családban született. Gimnáziumi tanulmányait Budapesten végezte, majd a csehszlovák államfordulat után Brünnben és Prágában tanult. 1925-ben végzett a Károly Egyetem művészettörténet szakán, Vojtěch Birnbaumnál. Disszertációjában a pozsonyi klasszikus barokk építészeti hatásokkal foglalkozott.
1927-től a műemlékvédelem szolgálatába lépett. 1947-től a pozsonyi Comenius Egyetem művészettörténet előadója. A szlovákiai műemlékösszeírásokban is részt vesz (Vágújhely, Trencsén, Illava, Vágbeszterce járások és Liptó). Az 1950-es évek ideológiai nyomása komplikálta a sorsát és egészségét megtörve hamarosan elhunyt.
A Pamiatky a múzeá munkatársa.

## Művei
- 1930 Dejiny výtvarného umenia na Slovensku. Trnava
- 1948 Vývin výtvarného umenia na Slovensku.